# アジュメール県

アジュメール県

アジュメール県（アジュメールけん、英語: Ajmer district）は、インドのラージャスターン州の県。
アジメール県、アジミール県とも呼ばれる。県庁所在地はアジュメール。

## 概要
- 面積は8,481 km2
- 人口は2011年の統計で2,584,913人[1]。男は